# Flor Contemplacion
Flor Contemplacion, född 7 januari 1953 i San Pablo City, Laguna, Filippinerna, död 17 mars 1995 i Singapore, var en filippinsk kvinna som arbetade som hembiträde i Singapore, och som avrättades efter att ha dömts för mord. Avrättningen ledde till diplomatiska relationsproblem i åratal mellan Filippinerna och Singapore.

## Avrättningen
Den 4 maj 1991 hittades det filippinska hembiträdet Delia Maga strypt till döds i Singapore, och det fyraåriga barn hon passade, Nicholas Huang, hittades drunknad. Fastän Nicholas far inte kunde identifiera någon misstänkt, fick polisen information om Flor Contemplacion genom Magas dagbok. Polisen förhörde Flor, som erkände mordet på Maga och barnet. Hon stod fast vid erkännandet, och Filippinernas ambassad i Singapore ansåg att hennes erkännande var trovärdigt. Hon dömdes till döden genom hängning, men ingen medicinsk undersökning hade utförts. Försvarsadvokaten förklarade att hon led av en ovanlig form av epilepsi vid tiden för morden, medan undersökningen sade att hon bara hade mild migrän den dagen. De medicinska förklaringarna avslogs, och hon befanns skyldig och dömdes till döden.
Strax före avrättningen förklarade två filippinska vittnen att Huangs far beskyllde henne för morden, men att han själv dödade Maga efter att hans son drunknat av olyckshändelse. Sonen var epileptisk och fick ett anfall i badkaret, vilket Maga inte visste. Domstolen i Singapore avslog vittnet, och avrättningen genomfördes trots att Filippinernas dåvarande president Fidel Ramos bad Singapores regering att avbryta den.

## Efterspel
Filippinernas president kallade Flor Contemplacion för hjälte. Hans hustru Amelita Ramos kom för att hämta likkistan på Ninoy Aquinos internationella flygplats i Manilla. Presidenten skickade en blomsterkrans till Flors begravningsgudstjänst, och erbjöd ekonomisk hjälp till hennes barn, vilka var beroende av sin mors inkomster som hembiträde. Många filippiner trodde att Flor var oskyldig eller utförde mordet men led av psykisk sjukdom. De skyllde på Singapores regering, men också att Filippinernas regering inte gjorde tillräckligt mycket. Filippinernas ambassad fick framförallt utstå stark kritik för att inte ha skickat en representant till rättegången för att bevaka den. Alex Boncayao Brigade, en kommunistisk terroristgrupp i Filippinerna, hotade att anfalla statstjänstemän från både Singapore och Filippinerna. Den romersk-katolska kyrkan fördömde avrättningen.
Oavsett hur skyldig hon var tog många upp henne som ett rop mot de inhumana, miserabla och utnyttjande förhållanden som många filippinska hembiträden fick utstå. Filmen The Flor Contemplacion Story spelades in i Filippinerna, och handlar om hur dessa hembiträden behandlas. Den fick utmärkelsen bästa film på Kairos filmfestival. Ilskan fortsatte några månader senare i ett liknande fall med Sarah Balabagan i Förenade Arabemiraten, men hon avrättades aldrig.
Relationerna mellan Singapore och Filippinerna frös i åratal. Filippinernas president Ramos hemkallade landets ambassadör i Singapore, och många bilaterala utbyten mellan länderna upphörde.